# 紀元前732年
紀元前732年（きげんぜん732ねん）は、西暦（ローマ暦）による年。紀元前1世紀の共和政ローマ末期以降の古代ローマにおいては、ローマ建国紀元22年として知られていた。紀年法として西暦（キリスト紀元）がヨーロッパで広く普及した中世時代初期以降、この年は紀元前732年と表記されるのが一般的となった。

## 他の紀年法
- 干支 : 己酉
- 中国
  - 周 - 平王39年
  - 魯 - 恵公37年
  - 斉 - 荘公贖63年
  - 晋 - 孝侯8年
  - 秦 - 文公34年
  - 楚 - 武王9年
  - 宋 - 宣公16年
  - 衛 - 桓公3年
  - 陳 - 桓公13年
  - 蔡 - 宣侯18年
  - 曹 - 桓公25年
  - 鄭 - 荘公12年
  - 燕 - 鄭侯33年
- 朝鮮
  - 檀紀1602年
- ユダヤ暦 : 3029年 - 3030年

## できごと
- シリア・エフライム戦争の結果、アラム人のダマスカス王国がアッシリアの属州となる。